# Hultkläppen
Hultkläppen, eg. Pehr Abrahamsson Hult Alcén, född 9 september 1834, död 29 november 1898, var en svensk spelman från Bergsjö i Hälsingland. Smeknamnet är bildat av faderns efternamn samt "Kläpp" – ett dialektalt ord för oäkting eller pojke. 

## Biografi
Hultkläppen hade finlandssvenskt påbrå på faderns sida och levde sina sista år i Vrångtjärn i Hassela socken. Han beskrevs av Thore Härdelin (d.ä.) som en krokig gubbe, klädd i gammalmodiga kläder, stora näverskor och med långt stripigt hår, ett riktigt original med ett slarvigt och bohemiskt leverne. Spelstilen uppges ha varit avancerad, ålderdomlig och trollbindande med ovanliga omstämningar som fick det att låta så fylligt att åhörare ibland trodde det var fler som spelade samtidigt.
De ofta ålderdomliga norrhälsingelåtarna har förts vidare genom spelmän som Daniel Frid Johansson, Fredrik Kvist, Jonas-Erik Bergsman, Olle Medelberg, Helmer Larsson, Pelle Schenell, Jon-Erik Hall, Thore Härdelin (d.ä.), Mattias Blom, Grubb Anders Jonsson och via trallar med Katrina Lundstedt. Ett omfattande arbete med att dokumentera Hultkläppen och hans låtskatt har gjorts av Helge Nilsson. Exempel på nutida tolkare är Thore Härdelin (d.y.) (som också spelande Hultkläppen i en TV-inspelning från 1970-talet), O'tôrgs-Kaisa Abrahamsson och Thomas von Wachenfeldt. Tolkningarna finns på bland annat musikalbumen Spelmanslåtar från Hälsingland, Pjål, Gnäll och Ämmel, Kniviga låtar tillägnade länsman i Delsbo, Thore Härdelin som Hultkläppen och Ur gamla källor samt på ett antal inspelningar i Svenskt visarkiv och folkmusikarkiven i Bergsjö och Ljusdal.